# 脇田宗孝
脇田 宗孝（わきた むねたか、1942年 - ）は、日本の陶芸家。奈良教育大学名誉教授。放送大学客員教授。
奈良県立畝傍高等学校を経て、奈良学芸大学（現在の奈良教育大学）を1965年に卒業し、父祖の地・明日香村で飛鳥赫窯を開窯し、創作活動に入る。教育者、古代陶器研究家、陶芸作家の顔を併せ持つ。飛鳥・奈良時代の土器・須恵器・三彩など古代の陶芸技法の研究・復元における第一人者である。ライフワークとして「陶芸における古代の造形美を探求し、その美と情感を多元的に具現すること」と、「陶芸の各種技法を習得し、土から生まれる創造的表現の喜びを体感させることにより、文化財の意味と価値を会得すること」を掲げている。妻は二弦琴奏者の脇田初枝。次男は実業家の脇田珠樹。

## 略歴
- 1965.4 - '70.3：伊奈製陶（INAXを経て、現在のLIXIL）タイル・デザイナーとして就職
- 1970.4 - 現在：奈良県高市郡明日香村で陶房設立・開窯し、陶芸作家として活動
- 1972.4 - '75.11：奈良芸術短期大学助教授
- 1975.12 - '82.3：奈良教育大学教育学部助手
- 1982.4 - '90.3：奈良教育大学教育学部助教授（構成・工芸）、大学院教育学研究科担当（工芸）
- 1989.7 - '90.4：文部省（現在の文部科学省）長期在外研究員 ドイツ・ヘッセン州立教員教育中央研究所で陶芸研究・指導
- 1990.4 - '08.3：奈良教育大学教育学部教授（工芸・文化財教育）、大学院教育学研究科担当（工芸技法研究・工芸演習）
- 1996.4 - '03.3：桜井女子短期大学（後の畿央大学短期大学部）非常勤講師
- 2002.4 - '03.3：京都市立芸術大学非常勤講師
- 2006.4 - 現在：放送大学客員教授

## 業績
- 著書：『世界やきもの紀行』（芸艸堂/1996）
- 著書：『東アジアのやきもの』（河原書店/2008）
- 著書：『茶道雑誌-古今東西茶碗見聞録』（河原書店/2010）
- 論文：巨大埴輪の製作における技法の考察とその焼成実験
- 論文：茶碗の造形美と高台に関する考察
- 論文：弥生土器の造形美と技法に関する考察
- 学会：環太平洋国際化学会議（米国ハワイ開催）での「マイクロ波陶芸窯に関する研究」の招待発表
- 個展：＜古代逍遥＞脇田宗孝陶芸展（近鉄百貨店）
- 個展：＜飛鳥心象＞脇田宗孝陶芸展（明日香村犬養万葉記念館）
- 出展：朝日現代クラフト展（招待出展）
- 出展：奈良三彩展（奈良県立橿原考古学研究所）

## 社会活動
- 奈良県身体障害者作品展 審査員
- 奈良県美術総合展覧会　審査員
- 奈良県社会教育センター　県民講座講師
- 奈良県家庭教育子育て支援事業・家庭教育推進委員　企画委員・講師
- 奈良県高齢者作品展　審査員
- 奈良県美術展覧会　審査員
- 東大寺別院別格本山　新薬師寺　責任役員
- 飛鳥保存財団　評議員
- 明日香村文化協会　会長
- 明日香村文化財保存審議委員
- 飛鳥・橿原ユネスコ協会　相談役